# Kyrenia
Kyrenia (griechisch Κερύνεια Kerýnia, türkisch Girne, im Altertum unter anderem Keryneia, altgriechisch Κερύνεια beziehungsweise Kyrēnia, Κυρηνία) ist eine Hafenstadt mit mehr als 33.000 Einwohnern im Distrikt Girne der Türkischen Republik Nordzypern, dessen Verwaltungssitz sie ist. Formal ist sie auch Hauptort des Bezirks Kyrenia der Republik Zypern.

## Name
Wilbrand von Oldenburg nannte die Stadt im frühen 13. Jahrhundert noch „Schernis“, was der seinerzeitigen Aussprache des griechischen Namens nahegekommen sein dürfte, dessen Transkription vielfach Cerines oder Cherines lautete. Ins Italienische gelangte daher die Bezeichnung Cerine. Dies korrespondierte mit der hochmittelalterlichen Tendenz des Zyperngriechischen, beim k vor dem e die Palatalisierung zu bevorzugen.
Die türkische Bezeichnung lässt sich erst später fassen. Für 1631 und 1738 ist die Variante Gerines überliefert, für 1814 Gerinia, erst später setzte sich Girne durch.

## Geschichte

### Neolithikum

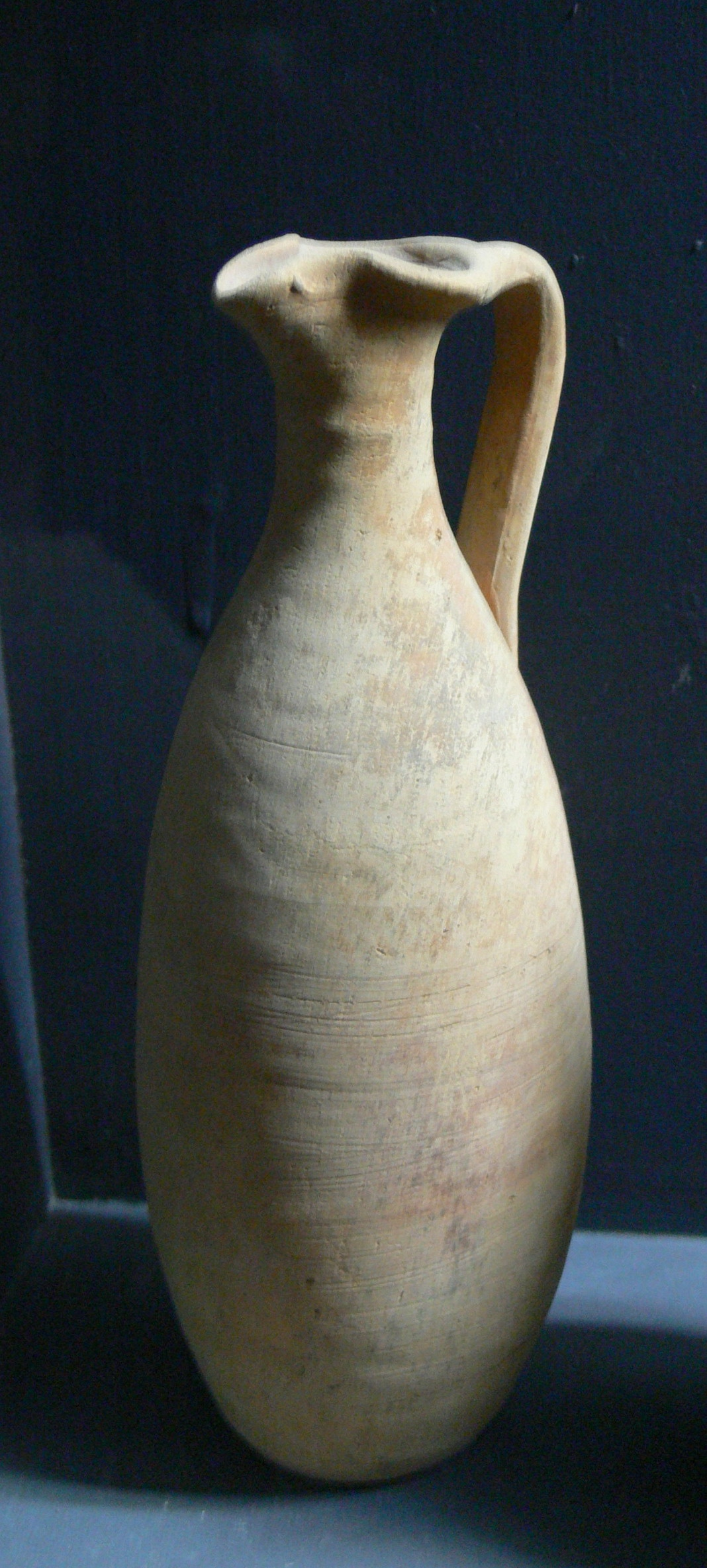
Hellenistische Oinochoe, 2. Jahrhundert v. Chr.

Die Gegend um Kyrenia war bereits im Neolithikum besiedelt. Dabei ist Keramik zwischen 5100 und 4500 v. Chr. nur durch drei Fundstücke repräsentiert, von denen zwei aus Aghios Epiktitos Vrysi bei Kyrenia stammen.

### Eisenzeitliches Königreich, Hellenismus, Ptolemäer (10.–1. Jahrhundert v. Chr.)
Im 10. bis 9. Jahrhundert v. Chr. wurde Keryneia eines der neun Stadtkönigreiche auf Zypern. Keryneia wurde erstmals im 4. Jahrhundert v. Chr. unter diesem Namen im Periplus des Mittelmeeres bei Pseudo-Skylax erwähnt und auch die einzige Überlieferung, welche die Stadt in einen größeren historischen Zusammenhang stellt, nennt Ereignisse aus dem 4. Jahrhundert v. Chr. Damals war das unabhängige Keryneia unter der Herrschaft eines namentlich nicht genannten Dynasten, der zusammen mit anderen Stadtkönigen Zyperns im dritten Diadochenkrieg auf der Seite des Antigonos I. Monophthalmos gegen Ptolemaios I. stand. Doch eroberte Seleukos I., Verbündeter des Ptolemaios, im Jahr 315 v. Chr. die Stadt. In dem Dynasten möchte man den bei Johannes Stobaios überlieferten König Themison erkennen, dem Aristoteles um die Mitte des 4. Jahrhunderts v. Chr. seinen Protreptikos gewidmet haben soll.
Im Jahr 312 v. Chr. wurde das dynastische System in Keryneia durch Ptolemaios aufgelöst und die Stadt samt ihrem Gebiet unter die Kontrolle des salaminischen Königs Nikokreon, eines ehemaligen Kampfgenossen Alexanders des Großen vor Tyros und Verbündeten des Ptolemaios, gestellt.
Unter verschiedenen Namensformen – Keraunia, Corinaeum, Cerinia, Cernia – wird die Stadt zwar immer wieder genannt, doch bieten diese Fundstellen keine weiteren Anhaltspunkte zur Geschichte der Stadt. Fragmente griechischer und phönizischer Inschriften aus Keryneia legen es nahe, dass neben der griechischen eine entsprechende phönizische Bevölkerung dort ansässig war. An Kulten sind solche für Aphrodite und Apollon inschriftlich nachgewiesen, an Bauten wird ein Gymnasion erwähnt.

### Römerzeit, Bischofssitz (ab 1. Jahrhundert v. Chr.)
Möglicherweise unter dem römischen Kaiser Claudius erhielt die Stadt ein Aquädukt; die Stadt wird auch in einer Inschrift aus flavischer Zeit erwähnt. Ob sie den Status einer civitas innehatte, ist nicht gesichert. In frühchristlicher Zeit wurde die Stadt unter dem Namen Kyrenia Bischofssitz.
Bekannt wurde die Stadt bei Archäologen und Althistorikern durch das Schiff von Kyrenia, das sich im Schiffswrack-Museum der Stadt befindet. Das knapp 15 m lange Schiff sank um 300 v. Chr.

### Byzantiner, Kreuzfahrer, Venezianer (bis 1570)
Unter dem byzantinischen Kaiser Alexios I. Komnenos wurde die Burg ebenso stark ausgebaut, wie St. Hilarion und Kantara auf dem Karpas, da man in Konstantinopel fürchtete, es könne zu einer Invasion der Insel durch die Seldschuken kommen, die bereits weite Teile Kleinasiens erobert hatten. 1092/94 besetzen Aufständische Zypern, ihr Anführer war ein gewisser Rapsomates. Johannes Dukas nahm Kyrenia ohne größeren Widerstand ein und ließ den Aufstand unterdrücken, der sich gegen das Steuerregime Konstantinopels gerichtet hatte, aber auch im Kompetenzstreit zwischen Kirche und Staat im Gerichtswesen seine Ursache hatte, wie der Bericht des Bischofs Nikolaos Muzalon belegt.
Nachdem sich die Insel 1185 von Byzanz unabhängig gemacht hatte, eroberte der englische König Richard Löwenherz 1191 die Insel und erbeutete in Kyrenia den Staatsschatz.

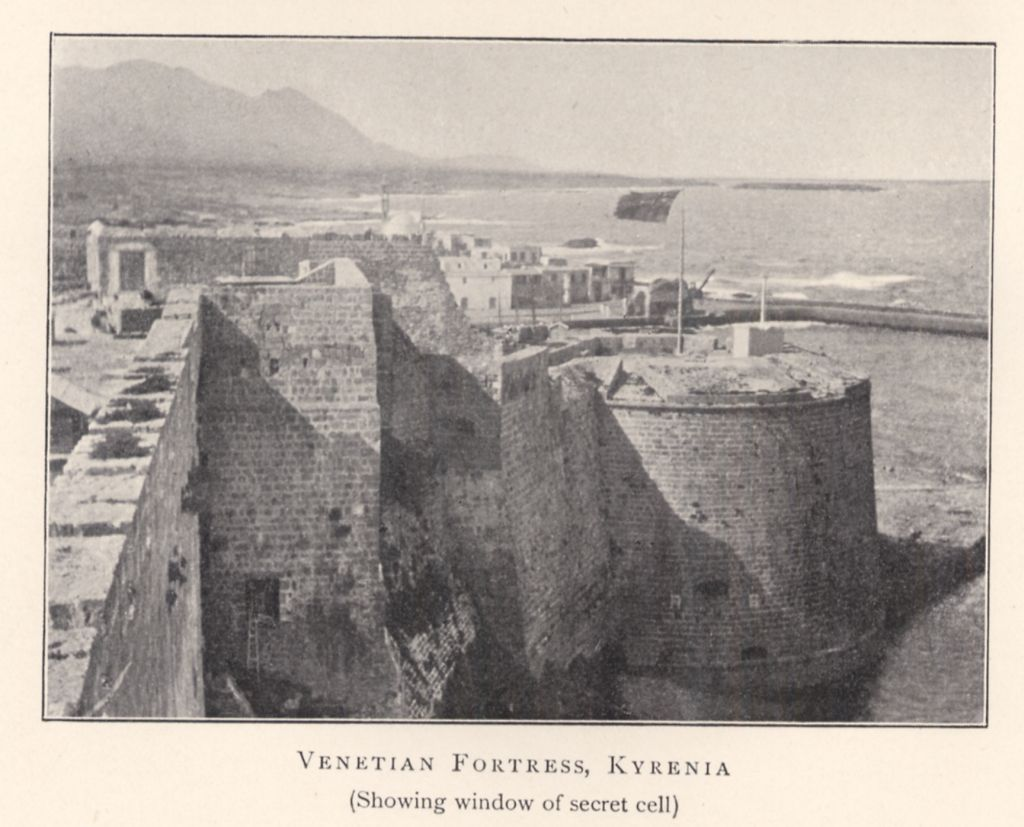
Die venezianische Festung von Kyrenia um 1900, Henry Rider Haggard: A Winter Pilgrimage; being an account of travels through Palestine, Italy, and the land of Cyprus, accompished in the year 1900, London 1901, S. 181

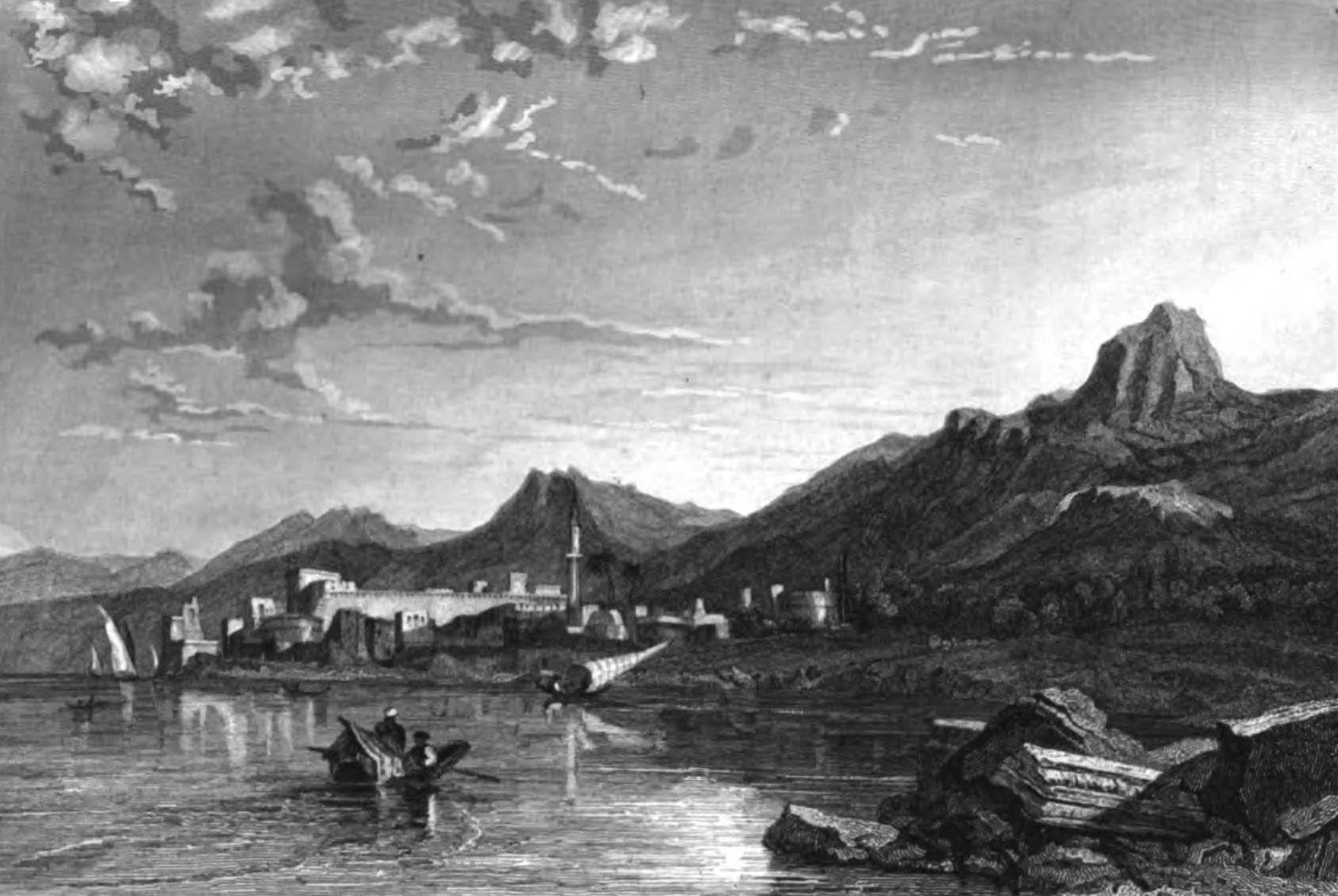
Vedute von Pierre Nicolas Ransonnette ((1745–1810)), abgedruckt bei Adrien Egron La terre-sainte et les lieux illustrés par les apôtres. Vues pittoresques, Paris 1837

Als 1373 die Genuesen die Insel eroberten, und König Peter II. auf den Karpas floh, wo er sich in Kantara festsetzte, gelang es den Lusignan, ausgehend vom Gebiet um Kyrenia, die Insel zurückzuerobern.
Die Venezianer bauten die Befestigungsanlagen der Stadt um 1540 massiv aus, um die Insel gegen die Osmanen verteidigen zu können. Diese eroberten die Insel dennoch 1570 bis 1571. Kyrenia ergab sich, nachdem Efgenios (Zeno der jüngere) Synglitico, Graf von Rocca, der Anführer der venezianischen Truppen, mit seinem Bruder Tommaso, dem Vizegrafen von Nikosia, getötet worden war.

### Osmanische Zeit (1570–1878)
Im späten 16. Jahrhundert hatte Kyrenia nur noch 600 bis 800 Einwohner.
Im 18. Jahrhundert war die osmanische Herrschaft durch Ämterkauf gekennzeichnet, gegen den es zu Aufständen kam. Führer des Aufstandes von 1765 war Khalil Agha, dessen Anhängerschaft sich im Juni 1766 angesichts der von Konstantinopel ausgesandten mehr als 5000 Mann aufzulösen begann, so dass ihm bald nur noch 200 Mann zur Verfügung standen. Sie wurden in Kyrenia belagert, Khalil, der aufgeben musste, wurde hingerichtet.
1831 erfasste die osmanische Regierung die männliche Bevölkerung Zyperns. Dabei zählte man in Kyrenia 123 Türken und 113 Griechen.

### Britische Zeit (1878–1960)

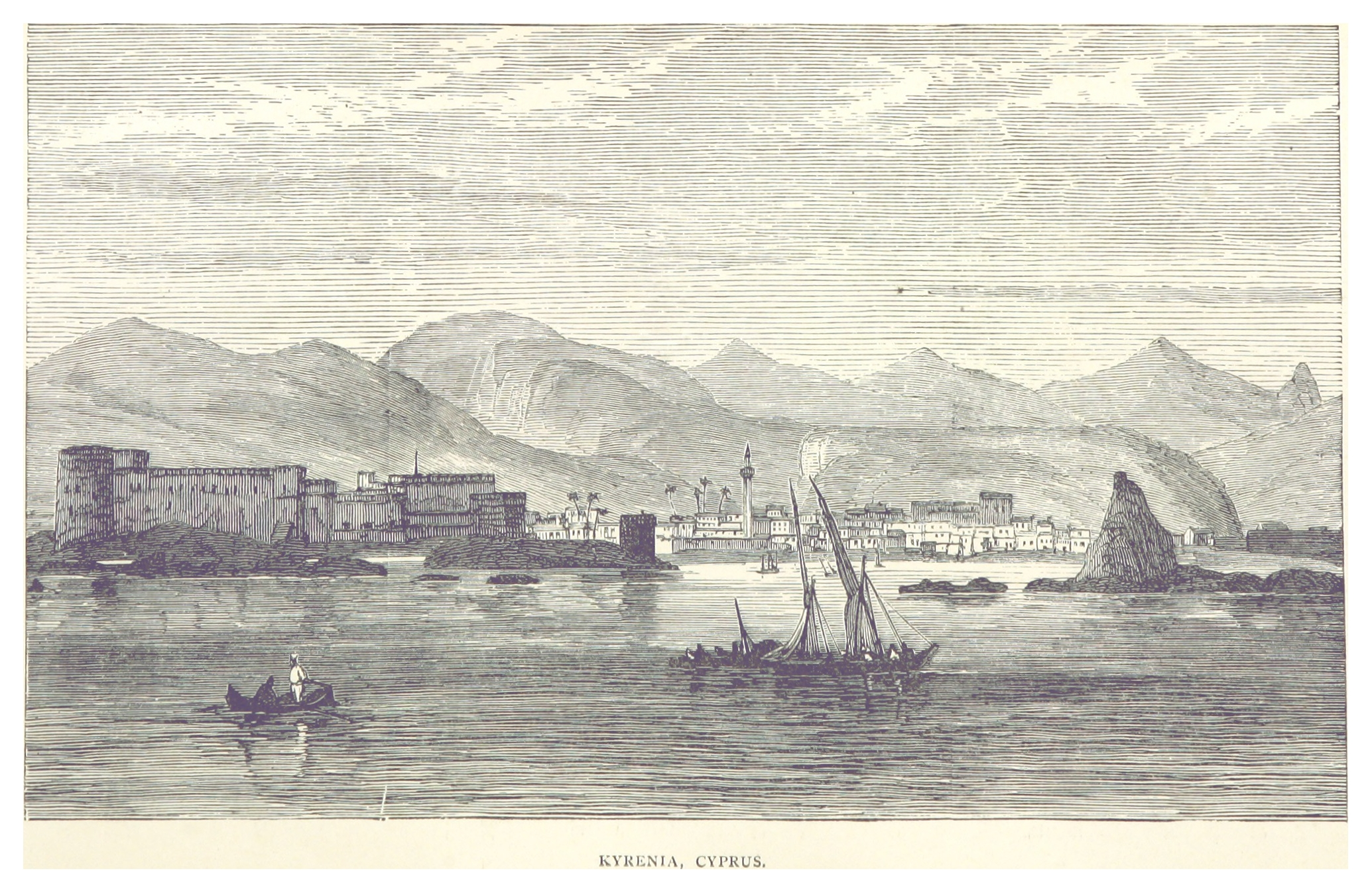
Vedute nach Esme Scott Stevenson: Our home in Cyprus, 1880, S. 136

1878 kam die Insel zu Großbritannien und wurde 1960 unabhängig. Bei der ersten Volkszählung der Briten im Jahr 1881, die sämtliche Bewohner erfassen sollte, zählte man in Kyrenia 1192 Einwohner, davon waren 570 Türken, 594 Griechen und weitere 28 Bewohner zählten zu verschiedenen Nationen. In den nächsten Jahrzehnten wuchs die Bevölkerungszahl langsam an, wie die Zensus erwiesen, die ab 1881 alle zehn Jahre erfolgten. Sie ergaben für das Jahr 1891 1327 Einwohner, davon 621 Türken, 721 Griechen und fünf Angehörige anderer Nationalitäten. 1901 ergab der Zensus 1360 (487, 849, 24), 1911 bereits 1756 (570, 1156, 30) und 1921 1910 (568, 1342, keine Angaben). Während die Zahl der Türken eher stagnierte (1931: 519, 1946: 572, 1960: 696), weil viele von ihnen nach Anatolien abwanderten, wuchs die Zahl der Griechen deutlich schneller (1931: 1618, 1946: 2204, 1960: 2373). 1931 waren nur noch 24 % der Einwohner Türken, eine Entwicklung, die durch die Erklärung Zyperns zur britischen Kolonie (1924) noch verstärkt wurde. 1946 zählte man in Kyrenia 2373 Griechen, 696 Türken, 233 Briten, 30 Armenier, 9 Maroniten und 154 Sonstige. Bis 1960 war der Anteil der Türken, die zu Beginn der britischen Kolonialherrschaft etwa die Hälfte der Bevölkerung gestellt hatten, auf ein Fünftel gefallen.
Während der Auseinandersetzungen zwischen Zyperngriechen und -türken, die 1963 in offene Gewalt umschlugen, blieben die Türken zwar in der Stadt, doch waren sie gezwungen, sich ausschließlich in ihren Quartieren aufzuhalten. 1973, kurz vor der türkischen Invasion, zählte man 1000 Türken und 2635 Griechen, dazu 257 andere. Die Griechen stellten also zwei Drittel der Bevölkerung.

### Türkische Besetzung (1974), Flucht der Zyperngriechen, türkische Zuwanderung
1974 begann in der Bucht von Pentemili, acht Kilometer westlich von Kyrenia, die Operation Atilla mit der Errichtung eines Brückenkopfes (Atilla I). 3000 türkische Soldaten landeten mithilfe von Landungsbooten am Escape-Strand. Am Ende der Operation kontrollierten diese Truppen 3 % der Insel, darunter Kyrenia, das die Türken Girne nannten. Die griechische Bevölkerung der Stadt floh im Juli 1974 in den Inselsüden. Umgesiedelte Zyperntürken aus dem Süden der Insel siedelten sich unter anderem in Girne an. Im August kehrten viele Griechen zurück, doch wurden sie bis Oktober 1975 im Dome-Hotel festgehalten. Von dort wurden sie nach Belapais gebracht, jedoch blieben 163 von ihnen in Kyrenia. Im Februar 1976 war ihre Zahl auf 95 eingebrochen, im Mai auf 48 und im August hielten sich noch 18 von ihnen dort auf. Noch im Januar 1977 waren es 16 im Januar 1978 noch immer 13, im September 1978 schließlich sieben darunter zwei Maroniten und zwei Zyperngriechen, die mit zyperntürkischen Partnern verheiratet waren. Insgesamt wurden 2650 Zyperngriechen aus Kyrenia vertrieben.

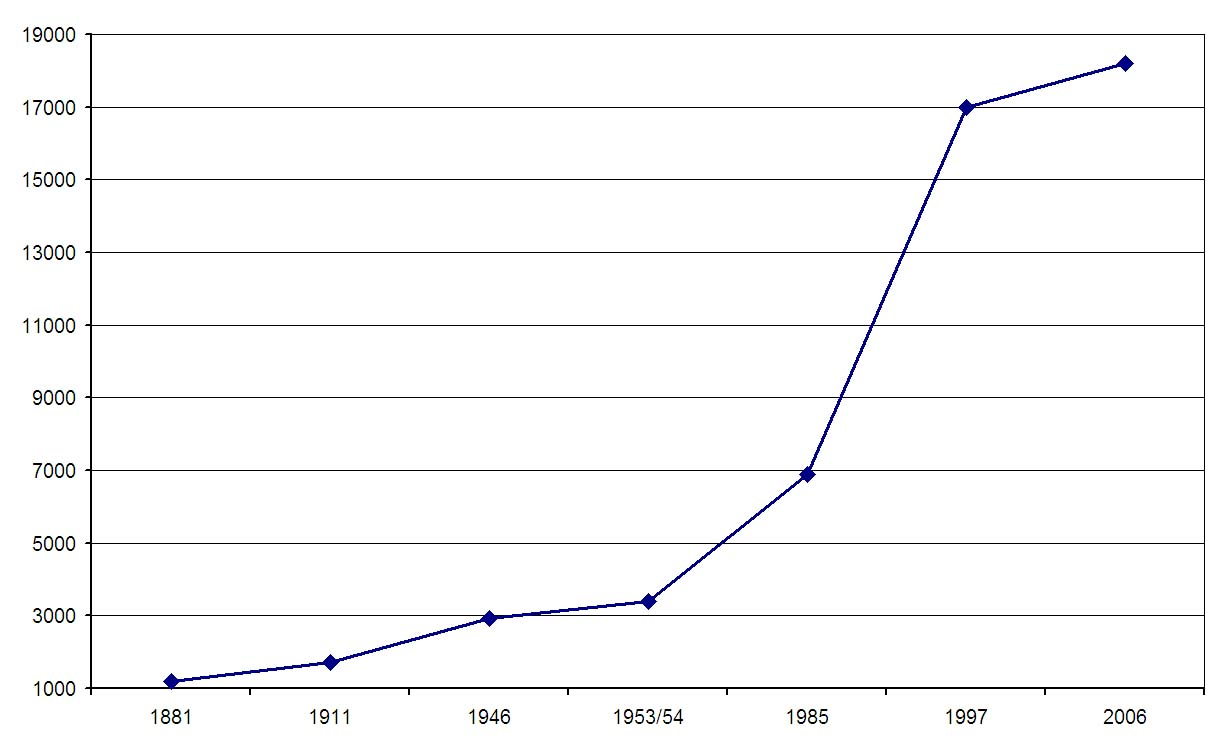
Bevölkerungsentwicklung Kyrenias, 1881–2006

1978 lebten in Kyrenia 4761 Menschen, doch wuchs ihre Zahl nunmehr rapide an. 1996 waren es 14.203, 2006 bereits 23.839. Dieses rapide Wachstum geht auf starke innerinsulare und anatolische Zuwanderung zurück. So kamen viele Zyperntürken aus den Distrikten Limassol und Paphos, aus Polis/Poli, Jiaz (Ceyhan)/Kidasi, Çakırlar/Terra, Çıralı/Lempa, Dağaşan/Vretsia, Karaağaç/Pelathousa, Susuz/Souskiou und Geroskipou/Yeroşibu. Hinzu kommt aber noch mehr, dass der Bauboom und die Touristikbranche Arbeitsplätze schufen, die von Türken, Osteuropäern, Zentralasiaten und Pakistanern ausgefüllt werden. Während der Hochsaison wächst daher die Zahl der Bewohner jedes Jahr auf weit über 30.000 an.

## Geographie

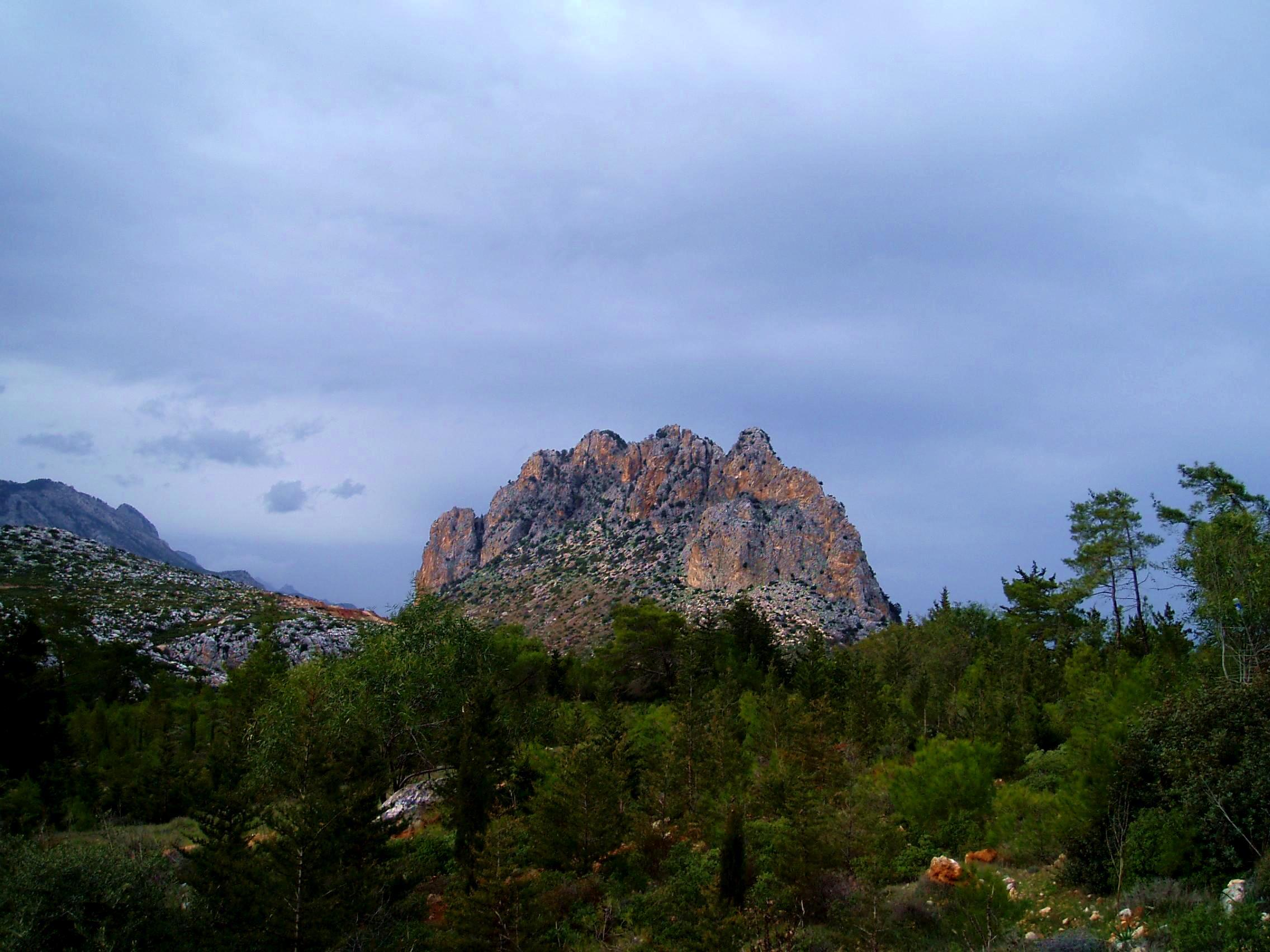
Der Beşparmak/Pentadaktylos („Fünf-Finger-Berg“)

Südlich der Stadt erstreckt sich das Kyrenia-Gebirge (türk.: Girne dağları), ein Gebirge, das an seiner höchsten Stelle 1024 Meter hoch ist und im Nordosten in der schmalen Halbinsel Karpas und im Westen am Kap Kormakitis ausläuft.

## Wirtschaft und Infrastruktur

### Verkehr

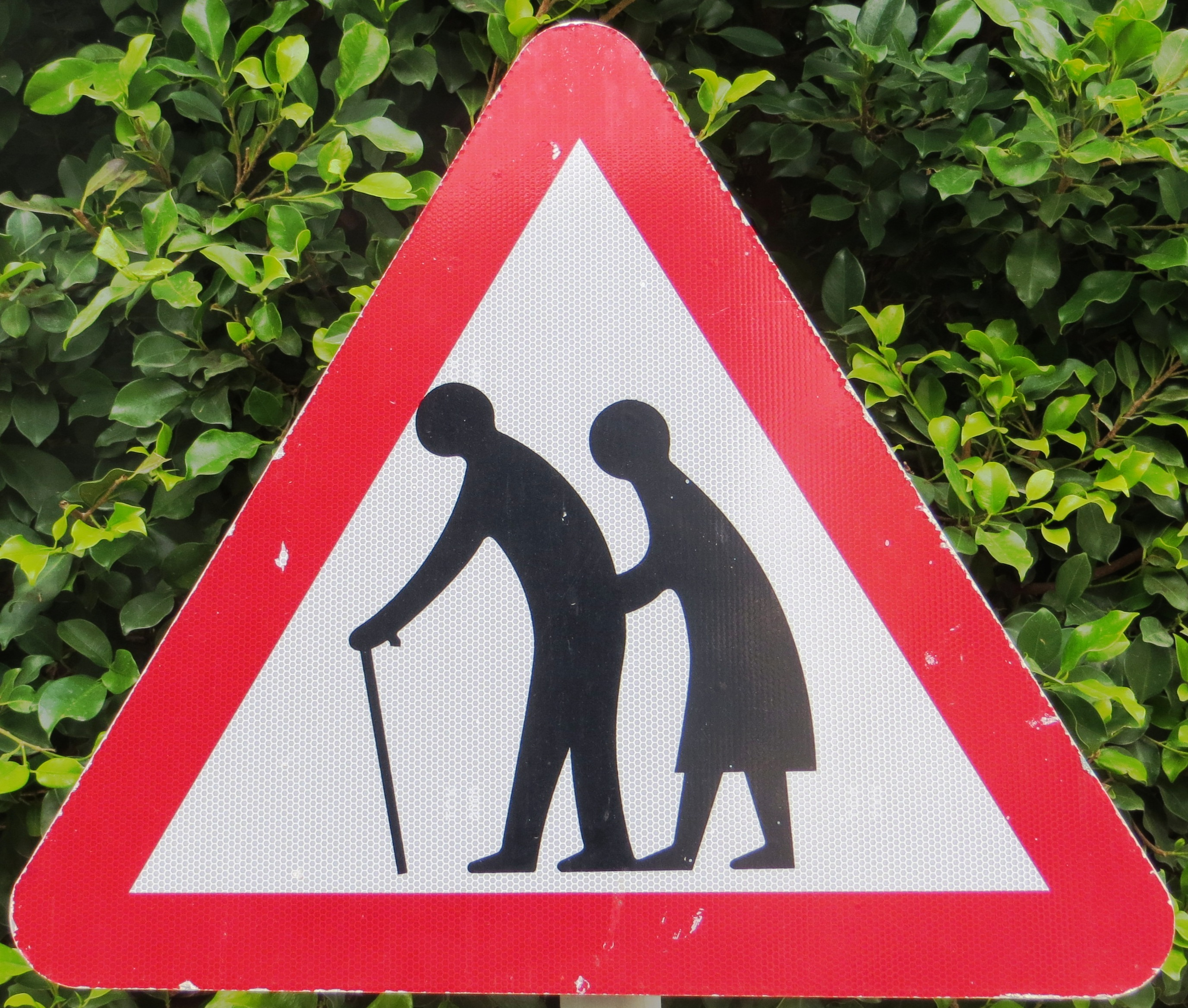
Verkehrsschild in Girne

Im Personenschiffverkehr bestehen Autofährverbindungen nach Taşucu und Mersin, das auch durch eine Tragflügelbootlinie angebunden wird.
Kyrenia ist auch über den 2023 erneuerten nordzypriotischen Flughafen Ercan erreichbar.

### Bildung und Forschung
Seit 1974 ist Girne Sitz des Archivs der Türkischen Republik Nordzypern.
Die Stadt beherbergt zudem die 1985 gegründete Amerikanische Universität Girne mit ihren 7500 Studenten und 2000 Beschäftigten.

## Militär
In der Nähe von Girne befinden sich die Hauptquartiere der Türkischen Armee auf Zypern und der Streitkräfte der Türkischen Republik Nordzypern.

## Medien
In Girne erscheint seit 2005 die englischsprachige Wochenzeitung Cyprus Observer.
„Kyrenia“ kommt im Videospiel Assassin’s Creed: Bloodlines vor.
Von 1955 bis 1960, dem Zeitpunkt der Unabhängigkeit Zyperns, betrieb die später in Deutschland sehr bekannte Schauspielerin Lotti Huber am Hafen von Kyrenia das Lokal „The Octopus“. Sehr ausführlich berichtet sie hierüber in ihrer Autobiografie Diese Zitrone hat noch viel Saft und auch im Semi-Dokumentarfilm Affengeil von Rosa von Praunheim.

## Sehenswürdigkeiten

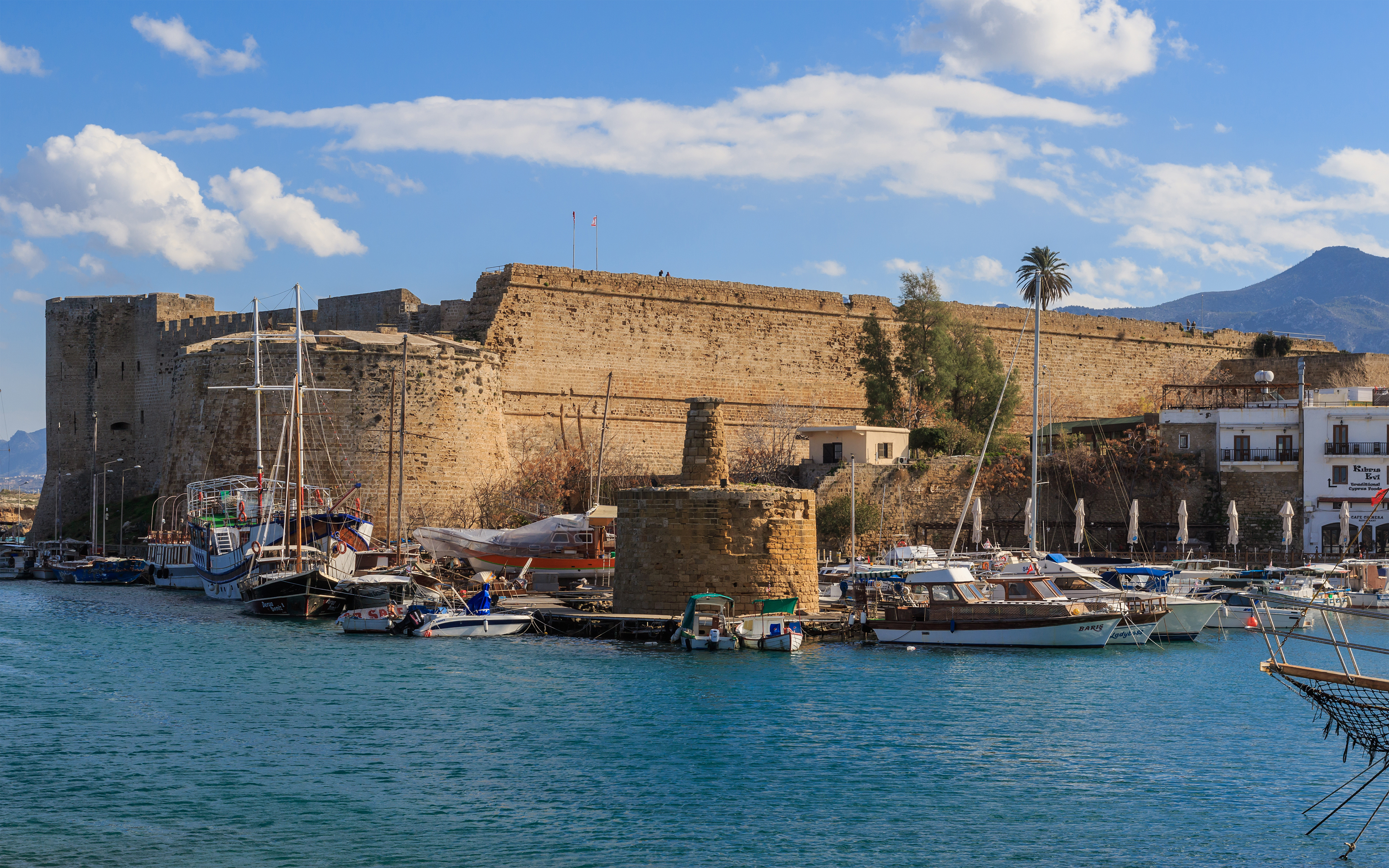
Die Festung am Hafen

Das Schiff von Kyrenia auf einer zyprischen 50-Cent-Münze

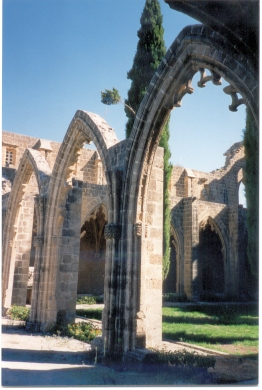
Die Abtei Bellapais

Zu den Sehenswürdigkeiten der Stadt gehören vor allem die Festung von Kyrenia, der alte Stadtkern mit seinen engen steilen Gassen und der Fischerhafen mit dem Alten Leuchtturm. Mit 96 Hotels ist die Distriktshauptstadt der wichtigste Standort der Tourismusbranche in der Türkischen Republik Nordzypern.
Die Stadt hat drei Museen:
- Die Archangelos-Kirche ist ein Ikonen-Museum; der hohe Glockenturm der griechisch-orthodoxen Archangelos-Kirche, die dem Erzengel Michael geweiht ist, ist ein Wahrzeichen der Stadt.
- Das Schiffswrack-Museum in der Festung zeigt ein eisenzeitliches Schiffswrack: Das Schiff von Kyrenia sank gegen 300 v. Chr. Es wurde 1965 von dem zyprischen Taucher Andreas Kariolou in 30 m Tiefe entdeckt und ab 1967 durch Michael Katzev von der Universität von Pennsylvania geborgen.[22]
- Das kleine Volkskunst-Museum in einem typischen zyprischen Haus des 18. Jahrhunderts am Hafen zeigt Aspekte und Artefakte der Volkskunst.

Besonders sehenswert sind zudem:
- Die Abtei Bellapais: Das Kloster des Prämonstratenser-Ordens liegt an den Hängen des Kyrenia-Gebirges. Das Bauwerk gilt als Meisterwerk gotischer Architektur und als eines der schönsten im gesamten Nahen Osten. Der Name „Abtei Bellapais“ ist eine irrtümliche Übersetzung von „Abbaye de la Paix“ (Abtei des Friedens).
- Die felsige Ebene von Chrysokava wurde in der Römerzeit als Friedhof und danach als Kalksteinbruch genutzt.
- Die Tekke von Hazreti-Ömer: Das kleine Mausoleum des Hazreti Ömer (581–644) ist eine muslimische Pilgerstätte.
- Die jungsteinzeitliche Siedlung Ayios Epiktitos Vrysi/Çatalköy liegt auf einem kleinen Küstenvorsprung und erweckt den Anschein, als könne sie ins Meer rutschen.